# Princess Lover!
Princess Lover! (プリンセスラバー!, Purinsesu Rabaa!) est un visual novel japonais et le premier titre développé par Ricotta. Il a d'abord été publié comme un eroge pour Microsoft Windows le 27 juin 2008, dans les éditions limitées et régulières, qui a été suivie par une version pour tous les âges pour la PlayStation 2 le 28 janvier 2010. Le gameplay de Princess Lover! suit une ligne d'intrigue linéaire qui offre des scénarios prédéterminés et des choix d'interaction, et son histoire se concentre sur l'appel des quatre personnages principaux féminins.
Princess Lover! a reçu plusieurs transitions vers d'autres médias. Le jeu a d'abord été adapté en une série de cinq light novels écrits par Utsusemi et illustrés par Hyūma Yoshi avec des pages de couvertures réalisées par Kei Komori. Il a ensuite été suivi de trois adaptations de mangas,,. Une adaptation anime produite par le studio d'animation GoHands a été diffusée au Japon du 5 juillet au 20 septembre 2009 sur différentes chaînes et réseaux de télévisions. Une émission de webradio a également été produite pour promouvoir l'adaptation anime du 3 juillet au 2 octobre 2009.

## Intrigue
Arima Teppei a perdu ses parents dans un accident de la route. Son grand-père Isshin l'a adopté et lui a ordonné de le succéder à la direction d'Arima Group Corporation. À l'Académie Shuuhou, une école secondaire réservée aux étudiants aisés, la nouvelle vie de Teppei en tant que célébrité commence.

## Système de jeu
Princess Lover! nécessite peu d'interaction de la part du joueur car la majeure partie de la durée du jeu est seulement consacrée à la lecture du texte qui apparaît sur la partie inférieure de l'écran, représentant soit le dialogue entre les personnages, soit les pensées internes du protagoniste. De temps en temps, le joueur arrive à un « point de décision », où il a la possibilité de choisir parmi plusieurs options. Le temps entre ces points varie et peut se produire d'une minute à beaucoup plus longtemps. La progression du texte fait une pause à ces points et selon les choix faits par le joueur, l'intrigue progresse dans une direction spécifique. Il y a quatre intrigues principales dans le jeu que le joueur aura l'opportunité de rencontrer, une pour chacune des héroïnes de l'histoire. Pour voir toutes les lignes de l'intrigue, le joueur devra rejouer le jeu plusieurs fois et prendre des décisions différentes pour progresser dans l'intrigue d'une direction alternative.

## Personnages

### Personnages principaux
Teppei Arima (有馬 哲平, Arima Teppei)
Voix japonaise : Takuma Terashima (anime, PS2), Akira Ishida (OVA)
Le protagoniste de la série. Avant le début de l'histoire, Teppei a grandi dans une famille heureuse avec sa mère et son père, un propriétaire de magasin de nouilles. Un jour sur le chemin du retour de l'école, il apprend que ses parents ont été tués dans un accident de voiture. Il est ensuite ramené par son grand-père, Isshin Arima, le propriétaire de l'Arima Financial Combine, un groupe industriel très riche et peut-être le plus puissant du Japon. Isshin adopte alors Teppei dans le but de faire de lui le successeur de la société Arima (à la place de sa défunte fille, la mère de Teppei) et il inscrit ce dernier dans l'école privée la plus prestigieuse du Japon. Teppei est un bon épéiste et excelle dans les techniques de dégainage rapide.
Charlotte Hazelrink (シャルロット・ヘイゼルリンク, Sharotto Heizerurinku)
Voix japonaise : Kazane (PC) / Ryōka Yuzuki (anime) / Aya Endō (PS2)
L'une des quatre héroïnes principales de la série, Charlotte est la princesse de la principauté Hazelrink. Elle et Teppei se rencontrent pour la première fois quand il la sauve de quelques voyous. Elle aime taquiner Teppei et a une nature joyeuse.
Mis à part cela, elle est amoureuse de Teppei et, dans l’anime, demande même à Teppei de ne pas l'oublier. Elle a aussi une très forte poitrine qui attire l'attention de Teppei. Elle est une amie d'enfance de Sylvia van Hossen et est un peu jalouse d'elle car cette dernière a été nommée comme la fiancée de Teppei. Elle dispose d'un majordome très protecteur qui fait souvent de grands efforts pour la protéger. Elle a aussi une fiancée dans l'anime; malgré cela, elle ne veut pas abandonner Teppei.
Sylvia van Hossen (シルヴィア・ファン・ホッセン, Shiruvia Fan Hossen)
Voix japonaise : Suzune Kusunoki (PC) / Megumi Toyoguchi (anime) / Erika Harumi (PS2)
L'une des quatre principales héroïnes de la série, Sylvie est un noble de la principauté de Flemish de l'Europe de l'Est. Bien qu'elle a grandi à Flemish, elle n'a pas passé une grande partie de sa vie adolescente dans cette nation et va à l'école au Japon. Elle est l'aînée des deux filles de Vincent van Hossen, chef de la famille van Hossen et très douée en escrime. Elle rencontre Teppei pour la première fois dans un jardin lors d'une fête pour l'annonce de la succession de Teppei. Tous les deux sont surpris quand ils apprennent que leur mariage a été arrangé. Lorsqu'ils se sont à nouveau affrontés, Sylvia l'a remporté grâce à une petite fraction de seconde.
Elle est un peu réservée mais apprécie ses combats avec Teppei et essaye de le comprendre comme un ami avant qu'ils ne soient mariés. Maria, sa jeune sœur, veut qu'elle épouse Teppei. Sylvia est la meilleure amie de Charlotte, la princesse de Hazelrink. Elle est également le capitaine de l'unité militaire de Flemish appelée « Horse Riders ». Elle est une femme dure avec des normes élevées et a d'abord tendance à être repoussée extérieurement par Teppei. Elle a de la difficulté à exprimer ses sentiments à propos de ce dernier et elle est meilleure avec des actions qu'avec des mots. Elle aimait beaucoup sa défunte mère, mais elle était incapable de pleurer à ses funérailles. Ses sentiments pour Teppei sont similaires à ceux qu'elle a pour la mémoire de sa mère. Dans le 9e épisode de l’anime, elle avoue à Seika qu'elle ne pouvait pas comprendre ses sentiments envers Teppei et dans le 11e épisode, elle montre ses sentiments sincères à Teppei avec un baiser.
Dans le jeu, son scénario se conclut avec Teppei et elle lors de leur mariage et Sylvia est enceinte de leur bébé. Le jeu se termine avec cette dernière en disant qu'elle est extrêmement heureuse et remercie Teppei pour tout.
Seika Hōjōin (鳳条院 聖華, Hōjōin Seika)
Voix japonaise : Fūri Samoto (PC) / Emiri Katō (anime) / Eri Kitamura (PS2)
La fille de la famille Hōjōin dont la compagnie est rivale avec celle des Arima. Bien qu'elle soit initialement neutre envers Teppei, une fois qu'elle découvre qu'il est un Arima, elle l'a immédiatement haï en raison de l'antipathie de longue date pour son grand-père; plusieurs années auparavant, le grand-père de Teppei était un bourreau de travail et sa grand-mère se sentant seule entretenait une liaison avec le grand-père de Seika, ainsi Isshin a jeté sa femme hors de leur maison et a rompu ses liens avec les Hōjōin et, plus récemment, a refusé de vendre les créations de mode de Seika dans tous les magasins de son groupe.
Seika a une nature bruyante et directe. Elle est la « représentante » du « Club de la Société » et se réserve le droit de limiter l'adhésion du club aux étudiants qui satisfont ses conditions pour rejoindre le club le plus élégant et sélect de l'école. En dehors de l'école, elle est une top model très populaire et l'une des jeunes créatrices de mode les plus doués de tout le Japon. En dépit de son aversion initiale pour Teppei, elle tombe amoureuse de lui en raison de sa nature tenace. Cependant, elle est incertaine comment Teppei va réagir et est généralement calme à ce sujet.
Yū Fujikura (藤倉 優, Fujikura Yū)
Voix japonaise : Ayaka Kimura (PC) / Yuki Matsuoka (anime) / Yuka Inokuchi (PS2)
Une servante de la famille Arima qui conseille parfois Teppei. Elle était dans un orphelinat depuis son plus jeune âge jusqu'à ce qu'Isshin Arima la prenne en charge et l'ait élevée au rang de domestique admirable. En plus de ses tâches ménagères, Yū est également une experte en informatique et est capable de taper et de travailler à une vitesse presque surhumaine. Elle a juré de servir la famille Arima pour lui montrer sa gratitude.
Elle se sent privilégiée d'avoir été chargée de servir Teppei, le prochain héritier du groupe Arima. Pour Yū, Isshin représente un père de famille qui a été présent pour cette dernière. Elle développe des sentiments pour Teppei mais elle estime qu'elle est de trop basse classe sociale pour être avec lui. De toutes les filles, elle est la plus délicate et la plus bienfaisante pour Teppei et ce dernier la compare à sa mère. Dans le jeu sa route se termine avec Teppei ayant une vision où il est accueilli à la maison par ses parents avec une Yū enceinte.

### Personnages secondaires
Isshin Arima (有馬 一心, Arima Isshin)
Voix japonaise : Kyōnosuke Hiruma (PC) / Norio Wakamoto (anime, PS2)
Le propriétaire de la riche société Arima et grand-père de Teppei. Il adopte Teppei lorsque sa fille Kanae (la mère de Teppei) et son beau-fils ont été tués. Retenant la leçon de ce qui est arrivé à sa fille, Isshin permet à Teppei de faire ce qu'il veut dans les grandes lignes plutôt que de lui demander de faire faire pour qu'il ne s'enfuie pas comme sa défunte mère. Isshin a une excellente mémoire malgré son âge avancé et, n'ayant pas fait partie de son enfance, veut mieux connaître Teppei. Il était un entrepreneur pendant la Seconde Guerre mondiale et a fait sa fortune au lendemain de la guerre. Son entreprise s'étend dans de nombreux domaines, y compris l'automobile et les industries de métaux.
Kanae Kobayashi (小林カナエ, Kobayashi Kanae)
Voix japonaise : Asako Dodo
La mère de Teppei. Elle était l'héritière de la Arima Group Corporation avant sa mort, même si elle avait eu peu de contacts avec son père pendant des années avant l'histoire. Elle est tombée amoureuse de Kobayashi auquel Isshin était intransigeant. En raison de sa nature forte et malgré la désapprobation de son père, elle s'est enfuie de la maison et a vécu une vie heureuse avec son mari et son fils.
M. Kobayashi (小林さん, Kobayashi-san)
Voix japonaise : Kanemitsu Nobuaki
Le père de Teppei et un épéiste expérimenté mais aussi un homme paresseux. La seule chose qu'il craignait était la colère de sa femme. Lui et Kanae sont morts ensemble. Teppei croit que Kanae est tombé amoureux de son père parce que lui et Isshin ont des personnalités similaires.
Maria van Hossen (マリア・ファン・ホッセン, Maria Fan Hossen)
Voix japonaise : Mio Ōkawa (PC) / Kaya Miyake (anime) / Maki Kobayashi (PS2)
La plus jeune des deux sœurs van Hossen. Elle est adorable et énergique. Elle aime son père Vincent et aime s'accrocher à lui tout le temps. Elle appelle Teppei « Onii-chan » (お兄ちゃん, litt. « Grand frère ») depuis leur première rencontre parce qu'il est engagé pour se fiancer sa sœur aînée Sylvia.
Vincent van Hossen (ヴィンセント・ファン・ホッセン, Vūinsento Fan Hossen)
Voix japonaise : Takehito Koyasu (anime, PS2)
Le père de Maria et Sylvia. Il est une figure respectable dans la société et un partisan du groupe Arima. Le grand-père de Teppei, Isshin Arima, accorde une grande confiance à Vincent et choisit ainsi sa fille, Sylvia, pour être la fiancée de Teppei. Vincent est calme et recueilli, peu importe la situation.
Alfred (アルフレッド, Arufureddo)
Voix japonaise : Yosuke Akimoto (anime, PS2)
Un des majordomes de la famille Hazelrink. Il a servi Charlotte, Princesse de Hazelrink depuis qu'elle était bébé et a juré par sa vie pour la protéger. Son dévouement est si profond qu'il protège trop Charlotte. Alfred est un très bon combattant en corps-à-corps et un expert des arts martiaux. Il est si énergique que Teppei croit qu'il vivra jusqu'à ses 100 ans ou plus. Son nom est une référence à Alfred Pennyworth, le majordome de Bruce Wayne de Batman.

### Autres
Hartmann Bezelheim (ハルトマン・ベーゼルハイム, Harutoman Bēzeruhaimu)
Le fiancé de Charlotte, Hartmann est aussi l'homme d'affaires le plus prospère de la nation de Charlotte et l'un des principaux commerçants de la société Arima. Dans l’anime, il sert de principal antagoniste. Il déteste Arima et veut tuer Teppei pour se venger. Il a également organisé la mort des parents de Teppei. Malgré ses fiançailles avec Charlotte, il entretient une liaison avec Joséphine. Il porte des lunettes et a tendance à faire des entrées tape-à-l'œil.
Joséphine Joestar (ジョセフィン・ジョースター, Josefin Jōsutā)
Le secrétaire de Hartmann Bezelheim. C'est une femme aux cheveux roux et à forte poitrine qui est absolument fidèle à Hartmann et elle jalouse la position de Charlotte en tant que future épouse de Hartmann.
Ayano Kaneko (金子 綾乃, Kaneko Ayano)
Voix japonaise : Soyogi Tōno (PC) / Nozomi Sasaki (anime) / Tae Okajima (PS2)
Une des membres de la bande de Seika Hōjōin. Elle est promue comme l'une des principales héroïnes dans le portage de la série sur la PS2, Princess Lover! Eternal Love For My Lady.
Haruhiko Nezu (根津 晴彦, Nezu Haruhiko)
Voix japonaise : Ichigo Miruku (PC) / Minoru Shiraishi (anime, PS2)
Un camarade de classe de Teppei. Il a beaucoup de respect pour Teppei et l'appelle « Teppei-sama ».
Erika Takezono (竹園 エリカ, Takezono Erika)
Voix japonaise : Ryōko Ono (PC, PS2) / Kaoru Mizuhara (anime)
Une autre membre de la bande de Seika Hōjōin.

## Développement

### Production
Princess Lover! est le premier titre développé par le développeur de visual novel Ricotta. Le projet est remarquable pour une équipe de développement qui comprenait un nombre limité de membres crédités. Le scénario du jeu a été fourni par Shōta Onoue qui a déjà travaillé sur des titres tels que Tenshi no Himegodo de Tactics,. La direction artistique et les dessins de personnages ont été réalisés par Kei Komori, connu pour son travail dans divers titres de dōjin,. Komori a ensuite créé le second titre de Ricotta, Walkure Romanze: Shōjo Kishi Monogatari.

### Lancement
Princess Lover! a été publié pour la première fois au public le 27 juin 2008 en une édition limitée recueillie dans un DVD jouable uniquement sur un PC Windows. Cette édition limitée incluait le jeu lui-même et comprenait aussi un maxi single intitulé Songs From Princess Lover!. Le jeu a reçu plus tard un portage pour tous les âges sur la PlayStation 2 publié le 28 janvier 2010. Édité par Comfort, cette version PlayStation 2 intitulée Princess Lover ! Eternal Love For My Lady contient des images remastérises, et des scénarios supplémentaires pour Ayano Kaneko, un personnage secondaire féminin étant promu au rôle d'héroïne.

## Adaptations

### Publications

#### Light novel
Princess Lover! a d'abord été adapté en une série de light novels écrite par Utsusemi et illustrée par Hyūma Yoshi avec des pages de couvertures réalisées par Kei Komori. Comprenant cinq volumes au total, cette adaptation pour adultes a été publiée par l'éditeur Kill Time Communication entre novembre 2008 et décembre 2010. Le troisième light novel, intitulé Princess Lover! Sylvia van Hossen no Koiji 2, a été prépublié dans le Nijiken Dream Magazine du même éditeur du 17 juin au 17 décembre 2009,.
Les trois romans centrés sur Sylvia et Charlotte ont été réédités par Kill Time Communication sous un format bunko et avec des illustrations retravaillées.
Un visual fan book de 135 pages pour Princess Lover! a été publié par Max le 2 décembre 2008. Le livre contenait des illustrations et des CG utilisés dans le visual novel et diverses publications, une introduction et des explications de l'histoire et des personnages, la conception de la production et croquis, et une interview avec l'équipe de développement. Il comprend également une courte histoire intitulée Little Princess.

##### Liste des romans
| no | Japonais                                                                                             | Japonais                      | Japonais                                                              |
| no | Titre                                                                                                | Date de sortie                | ISBN                                                                  |
| --- | --- | ----------------------------- | --------------------------------------------------------------------- |
| 1 | Princess Lover! Sylvia van Hossen no Koiji (プリンセスラバー! シルヴィア＝ファン・ホッセンの恋路)    | 29 novembre 2008 29 juin 2012 | 978-4-8603-2667-8 (Première édition) 978-4-7992-0274-6 (Format bunko) |
| EXTRA : L'édition limitée comprenaient le roman en lui-même, une télécarte, et une carte postale illustrée et signée par Kei Komori. | |                               |                                                                       |
| 2 | Princess Lover! Charlotte Hazelrink no Koiji (プリンセスラバー! シャルロット＝ヘイゼルリンクの恋路)  | 30 mai 2009 24 septembre 2012 | 978-4-8603-2751-4 (Première édition) 978-4-7992-0317-0 (Format bunko) |
| EXTRA : Il existe deux éditions limitées, la première version est vendue avec une télécarte et une carte postale, et la seconde version est vendue avec un poster de Charlotte illustré par Kei Komori,.                                                                                              | |                               |                                                                       |
| 3 | Princess Lover! Hōjōin Seika no Koiji (プリンセスラバー! 鳳条院聖華の恋路)                           | 25 décembre 2009              | 978-4-8603-2842-9                                                     |
| EXTRA : Le 3e volume a été vendues en trois éditions dont deux éditions limitées. La première est vendue avec une télécarte et une QUO Card (une carte prépayée); la seconde est vendue avec une affiche de Seika illustré par Kei Komori.                                                            | |                               |                                                                       |
| 4 | Princess Lover! Sylvia van Hossen no Koiji 2 (プリンセスラバー! シルヴィア＝ファン・ホッセンの恋路2) | 28 juin 2010 7 juin 2012      | 978-4-8603-2938-9 (Première édition) 978-4-7992-0275-3 (Format bunko) |
| EXTRA : Il existe deux éditions limitées sorties le 26 mai 2010. Une édition limitée est vendue avec une télécarte,. Une seconde édition limitée est vendue avec une paire de lunettes stéréoscopiques au couleur de Sylvia et un ensemble de 3 images à insérer à l'intérieur (ISBN 9784860329112),. | |                               |                                                                       |
| 5 | Princess Lover! Fujikura Yū no Koiji (プリンセスラバー! 藤倉優の恋路)                                | 3 décembre 2010               | 978-4-7992-0005-6                                                     |
| EXTRA : Une édition limitée est vendue avec une télécarte,. | |                               |                                                                       |

#### Manga
Trois mangas se sont basées sur la trame original du light novel. La première adaptation, dessinée par Naoha Yuigi, a commencé sa sérialisation sur le service MediaFac☆Mobile! de Media Factory à parti du 20 mars 2009 et s'est conclue en août de la même année; le deuxième manga, Princess Lover! pure My Heart, est dessiné par Yū Midorigi, celui-ci est prépublié dans le magazine Comic Valkyrie entre le 27 juillet 2009 et le 27 novembre 2010,; dessiné par Shu, Princess Lover! Eternal Love For My Lady est la troisième adaptation manga de la série, elle était prépubliée dans le Dengeki Moeoh de la maison d'édition ASCII Media Works du 26 août 2009 au 26 août 2010,.
Ces trois mangas sont tous composés d'un seul volume tankōbon,,.

##### Liste des volumes
| no | Japonais                                                                              | Japonais          | Japonais          |
| no | Titre                                                                                 | Date de sortie    | ISBN              |
| -- | ------------------------------------------------------------------------------------- | ----------------- | ----------------- |
| 1  | Princess Lover! (プリンセスラバー!)                                                   | 22 août 2009      | 978-4-8401-2907-7 |
| 2  | Princess Lover! Eternal Love For My Lady (プリンセスラバー! Eternal Love For My Lady) | 27 septembre 2010 | 978-4-0486-8916-8 |
| 3  | Princess Lover! pure My Heart (プリンセスラバー! pure my heart)                       | 31 janvier 2011   | 978-4-7992-0030-8 |

### Anime

#### Série télévisée
L'adaptation en série télévisée d'animation de Princess Lover! a été officiellement annoncé en mars 2009 via son site officiel. L’anime a été produit par GoHands qui est par ailleurs la première production du studio d'animation, et il a été réalisé par Hiromitsu Kanazawa et écrit par Makoto Nakamura. Il a été exposé pour la première fois en vidéo lors d'une projection publique à Akihabara le 21 juin 2009 et à nouveau lors de l'exposition Tvk Anime Matsuri 2009 de TV Kanagawa au Nippon Seinenkan à Shinjuku, le 27 juin 2009. Les deux événements présentaient une exposition publique du premier épisode de la série. Composée de 12 épisodes, la série est diffusée pour la première fois au Japon sur CTC, tvk du 5 juillet au 20 septembre 2009 et un peu plus tard sur CTV, Tokyo MX, SUN, AT-X, TVS.

##### Liste des épisodes
| No | Titre français                               | Titre japonais                 | Titre japonais                 | Date de 1re diffusion |
| No | Titre français                               | Kanji                          | Rōmaji                         | Date de 1re diffusion |
| -- | -------------------------------------------- | ------------------------------ | ------------------------------ | --------------------- |
| 1  | Le Fiacre et la Princesse                    | 馬車と姫君                     | Basha to himegimi              | 5 juillet 2009        |
| 2  | L'École et les Retrouvailles                 | 学園と再会                     | Gakuen to saikai               | 12 juillet 2009       |
| 3  | L'Épée et le Bal                             | 剣と舞踏会                     | Tsurugi to butōkai             | 19 juillet 2009       |
| 4  | La Rose et les Chaussures                    | 薔薇と靴                       | Bara to kutsu                  | 26 juillet 2009       |
| 5  | Le Coucher de soleil et la Grande Roue       | 夕日と観覧車                   | Yūhi to kanran-sha             | 2 août 2009           |
| 6  | La Vapeur, les Pleurs et le Pervers chanceux | 湯けむりポロリとラッキースケベ | Yukemuri porori to rakkīsukebe | 9 août 2009           |
| 7  | La Fiancée et la Pétale                      | 婚約者と花びら                 | Konyakusha to hanabira         | 16 août 2009          |
| 8  | Le Paradis et la Réalité                     | 楽園と真実                     | Rakuen to shinjitsu            | 23 août 2009          |
| 9  | Rouge et bleu                                | 赤と青                         | Aka to ao                      | 30 août 2009          |
| 10 | Perte et renaissance                         | 喪失と再生                     | Soushitsu to saisei            | 6 septembre 2009      |
| 11 | La Cavalcade et le Train                     | 騎馬隊と列車                   | Kibatai to ressha              | 13 septembre 2009     |
| 12 | Princess Lover!                              | プリンセスラバー！             | Purinsesu rabaa!               | 20 septembre 2009     |

#### OAV
Une série de deux OAV, publiée entre le 17 septembre et le 22 octobre 2010, a été produite par L. et le studio d'animation Hoods Entertainment sous le nom de « Public Enemies »,. Ces deux épisodes présentent Sylvia van Hossen comme étant l'héroïne principale et contient une histoire originale avec diverses scènes pornographiques.
Il avait annoncé en mai 2011 sur le site de L. que deux nouveaux OAV étaient en cours de production. Provisoirement intitulé « Charlotte Arc » (シャルロット編, Sharurotto-hen), ce nouveau projet d'OAV avait été prévu pour novembre 2011. Le personnage éponyme de Charlotte Hazelrink devait être au cœur de ce projet et L. visait également à mettre plus en avant le personnage de Yū Fujikura « avec 125% de contenu en plus de [cette dernière] » que dans le projet d'OAV de Princess Lover! de 2010. Kazuya Kuroda reprenait son rôle de character designer et de réalisateur en chef de l'animation.

##### Liste des épisodes
| No | Titre français                     | Titre japonais       | Titre japonais            | Date de 1re diffusion |
| No | Titre français                     | Kanji                | Rōmaji                    | Date de 1re diffusion |
| -- | ---------------------------------- | -------------------- | ------------------------- | --------------------- |
| 1  | Le Matin avec toi                  | キミといっしょの朝   | Kimi to issho no asa      | 17 septembre 2010     |
| 2  | Ne voulant pas passer la nuit seul | ひとりにシたくない夜 | Hitori ni shitakunai yoru | 22 octobre 2010       |

### Sources
1. 1 2 3 4  (ja) « 優雅な社交界で、セレブヒロインと麗しくも淫らな恋愛模様を堪能しよう！ 『プリンセスラバー！』6月27日発売！ », sur Game-Style,‎ 24 avril 2008 (consulté le 1er janvier 2018)
2. 1 2 3  (ja) « COMFORT、PS2「プリンセスラバー！～Eternal Love For My Lady～」超セレブな世界が舞台の恋愛アドベンチャー », sur Impress Game Watch,‎ 11 juillet 2009 (consulté le 1er janvier 2018)
3. 1 2 3  (ja) « Page d'introduction des light novels Princess Lover! », sur Kill Time Communication (consulté le 2 janvier 2018)
4. 1 2  (ja) « ｢プリンセスラバー！｣コミカライズ連載開始！ », sur Ricotta,‎ 27 mars 2009 (consulté le 2 janvier 2018)
5. 1 2  (ja) « 隔月刊コミックヴァルキリー Vol.19 », sur Comic Valkyrie, Kill Time Communication (consulté le 2 janvier 2018)
6. 1 2  (ja) « 女の子がアイスをちゅぴ♪ちゅぱする小冊子付きの『電撃萌王 10月号』本日発売 », sur dengekionline.com, ASCII Media Works,‎ 26 août 2009 (consulté le 2 janvier 2018)
7. 1 2  (ja) « ON AIR », sur Site officiel (consulté le 2 janvier 2018)
8. ↑  (ja) « List of Shōta Onoue's visual novel contributions » [archive du 15 octobre 2013], sur ErogameScape (consulté le 1er janvier 2018)
9. ↑  (ja) « La page d'aperçu sur le site officiel de Princess Lover! », sur Ricotta (consulté le 1er janvier 2018)
10. ↑  (ja) « Page d'accueil en vedette de Princess Lover! sur Game-Style », sur Game-Style, 24 avril 2008 (consulté le 1er janvier 2018)
11. ↑  (ja) « 2D DREAM MAGAZINE 2009年8月号 Vol.47 », sur Kill Time Communication,‎ 8 juin 2009 (consulté le 1er janvier 2018)
12. ↑  (ja) « 2D DREAM MAGAZINE 2010年2月号 Vol.50 », sur Kill Time Communication,‎ 10 décembre 2009 (consulté le 1er janvier 2018)
13. ↑  (ja) « Page d'introduction du Princess Lover! Visual Fan Book sur Max » (version du 18 mars 2015 sur Internet Archive)
14. ↑  (ja) « プリンセスラバー! シルヴィア=ファン・ホッセンの恋路 特別限定版 [二次元ゲームノベルズ] », sur Amazon.co.jp (consulté le 1er janvier 2018)
15. ↑  (ja) « プリンセスラバー! シャルロット=ヘイゼルリンクの恋路 テレカ付き特別限定版 (二次元ゲームノベルズ35) », sur Amazon.co.jp (consulté le 1er janvier 2018)
16. ↑  (ja) « プリンセスラバー！ シャルロット＝ヘイゼルリンクの恋路＜お風呂ポスター付特別限定版＞ 二次元ゲームノベルズ », sur getchu.com (consulté le 1er janvier 2018)
17. ↑  (ja) « プリンセスラバー！ シャルロット＝ヘイゼルリンクの恋路 特別限定版 », sur Kill Time Communication (consulté le 1er janvier 2018)
18. ↑  (ja) « プリンセスラバー! 鳳条院聖華の恋路 特別限定版 », sur Kill Time Communication (consulté le 1er janvier 2018)
19. ↑  (ja) « プリンセスラバー! 鳳条院聖華の恋路 テレカ&QUOカード付き特別限定版 (二次元ゲームノベルズ) », sur Amazon.co.jp (consulté le 1er janvier 2018)
20. ↑  (ja) « プリンセスラバー！ 鳳条院聖華の恋路 タペストリー付き特別限定版 », sur Amazon.co.jp (consulté le 1er janvier 2018)
21. 1 2  (ja) « プリンセスラバー! シルヴィア＝ファン・ホッセンの恋路2 特別限定版 », sur Kill Time Communication (consulté le 1er janvier 2018)
22. ↑  (ja) « プリンセスラバー! シルヴィア=ファン・ホッセンの恋路2 テレカ付き特別限定版 (二次元ゲームノベルズ) », sur Amazon.co.jp (consulté le 1er janvier 2018)
23. ↑  (ja) « プリンセスラバー! シルヴィア=ファン・ホッセンの恋路2 3Dマジックメガネ付き特別限定版 (二次元ゲームノベルズ) », sur Amazon.co.jp (consulté le 1er janvier 2018)
24. ↑  (ja) « プリンセスラバー! 藤倉優の恋路 テレカ付き特別限定版 (二次元ゲームノベルズ) », sur Amazon.co.jp (consulté le 1er janvier 2018)
25. ↑  (ja) « プリンセスラバー！　藤倉優の恋路 テレカ付き特別限定版 », sur Kill Time Communication (consulté le 1er janvier 2018)
26. ↑  (ja) « 隔月刊コミックヴァルキリー Vol.27 », sur Comic Valkyrie, Kill Time Communication (consulté le 2 janvier 2018)
27. ↑  (ja) « 電撃萌王 2010年 10月号 [雑誌] », sur Amazon.co.jp (consulté le 2 janvier 2018)
28. ↑  (ja) « プリンセスラバー！ sur Comic Alive » (version du 20 mai 2016 sur Internet Archive)
29. ↑  (ja) « プリンセスラバー！ pure my heart », sur Comic Valkyrie, Kill Time Communication (consulté le 2 janvier 2018)
30. ↑  (ja) « セレブな恋物語!? 学園ラブコメ『プリンセスラバー！』の単行本は本日発売 », sur dengekionline.com, ASCII Media Works,‎ 27 septembre 2010 (consulté le 2 janvier 2018)
31. 1 2 3 4 5 6  (en) « Princess Lover! Adult Game Gets TV Anime Green-Lit », sur Anime News Network, 16 mars 2009 (consulté le 2 janvier 2018)
32. 1 2  (ja) « 全8作品が参加！『tvkアニメまつり』今年は東京で開催 » (version du 29 juin 2013 sur Internet Archive)
33. ↑  (ja) « 『プリンセスラバー！』上巻「キミといっしょの朝」 », sur L. (consulté le 2 janvier 2018)
34. ↑  (ja) « 『プリンセスラバー！』下巻「ひとりにシたくない夜」 », sur L. (consulté le 2 janvier 2018)

### Œuvres
Édition japonaise
Light novel
Première édition
1. 1 2  (ja) « プリンセスラバー！　シルヴィア＝ファン・ホッセンの恋路 », sur Kill Time Communication (consulté le 1er janvier 2018)
2. 1 2  (ja) « プリンセスラバー！　シャルロット＝ヘイゼルリンクの恋路 通常版 », sur Kill Time Communication (consulté le 1er janvier 2018)
3. ↑  (ja) « プリンセスラバー！　鳳条院聖華の恋路 通常版 », sur Kill Time Communication (consulté le 1er janvier 2018)
4. 1 2  (ja) « シルヴィア=ファン・ホッセンの恋路２ 通常版 », sur Kill Time Communication (consulté le 1er janvier 2018)
5. ↑  (ja) « プリンセスラバー！　藤倉優の恋路 通常版 », sur Kill Time Communication (consulté le 1er janvier 2018)

Format bunko
1. 1 2  (ja) « プリンセスラバー！ シルヴィア＝ファン・ホッセンの恋路 (文庫版) », sur Kill Time Communication (consulté le 2 janvier 2018)
2. 1 2  (ja) « プリンセスラバー！　シャルロット＝ヘイゼルリンクの恋路 (文庫版) », sur Kill Time Communication (consulté le 2 janvier 2018)
3. 1 2  (ja) « プリンセスラバー！ シルヴィア＝ファン・ホッセンの恋路２ (文庫版) », sur Kill Time Communication (consulté le 2 janvier 2018)

Manga
1. ↑  (ja) « プリンセスラバー! (MFコミックス アライブシリーズ) », sur Amazon.co.jp (consulté le 2 janvier 2018)
2. ↑  (ja) « プリンセスラバー!~Eternal Love For My Lady~ (電撃コミックス) », sur Amazon.co.jp (consulté le 2 janvier 2018)
3. ↑  (ja) « プリンセスラバー！　pure my heart (ヴァルキリーコミックス) », sur Amazon.co.jp (consulté le 2 janvier 2018)